# (8611) 1977 UM4
(8611) 1977 UM4 là một tiểu hành tinh vành đai chính. Nó được phát hiện bởi Schelte J. Bus ở Đài thiên văn Palomar ở Quận San Diego, California, ngày 18 tháng 10 năm 1977.